# 最好的安排
《最好的安排》（英語：Best Arrangement），2017年中国偶像剧，2016年1月至4月拍攝。由颖儿、付辛博、王耀庆等领衔主演，江苏城市频道于2017年11月25日首播，山东卫视于2018年1月3日上星播出。同时为喜庆颖儿、付辛博大婚，该剧还于2018年5月24日傍晚档登陆中国中央电视台电视剧频道再次重温。

## 播出时间
| 频道         | 所在地   | 播映日期       | 播出时间        | 备注      |
| ------------ | -------- | -------------- | --------------- | --------- |
| 江苏城市频道 | 中国大陆 | 2017年11月25日 | 每晚19:40-21:40 |           |
| 山东卫视     | 中国大陆 | 2018年1月3日   | 每晚19:30-21:15 | 全国一轮  |
| 四川卫视     | 中国大陆 | 2018年1月20日  | 每晚19:30-21:15 | 1.5轮跟播 |
| CCTV-8       | 中国大陆 | 2018年5月24日  | 每晚19:30-22:00 |           |

## 演员列表

### 主要演员
| 演員   | 角色   | 介紹       |
| 颖儿   | 赵子慧 |            |
| 付辛博 | 徐天   |            |
| 王耀庆 | 阎若洲 | 趙子慧上司 |

### 其他演员
| 演員   | 角色   | 介紹   |
| 李颖   | 刀美兰 | 徐天媽 |
| 赵予熙 | 贾小朵 |        |
| 张亦驰 | 召重   |        |

- 刀麗	趙子惠
- 呂倩	李涓
- 趙建國	張春年
- 喜兒	方從伊
- 包小花	楊曉丹
- 王鵬舉	張建祥
- 喬紅	喬紅
- 淑芬	馮軍
- 召姨	朱亞軍
- 吳翠花	郭樺莉
- 小胡	王婧茹
- 寬大旗	韓秋池
- 肖文龍	李宏偉
- 萊麗	崔月
- 強尼	迪瑪
- 安娜	歐麗婭
- 毛人龍	殷昊澤
- 男售樓員	孫亞球
- 肖總司機	何俊峯